# Mariestad
För andra betydelser, se Mariestad (olika betydelser).
Mariestad (uttal (fil)) är en tätort i Västergötland och centralort i Mariestads kommun, Västra Götalands län. Mariestad var residensstad i Skaraborgs län och var 1583–1647 stiftsstad i Mariestads stift.

## Historia

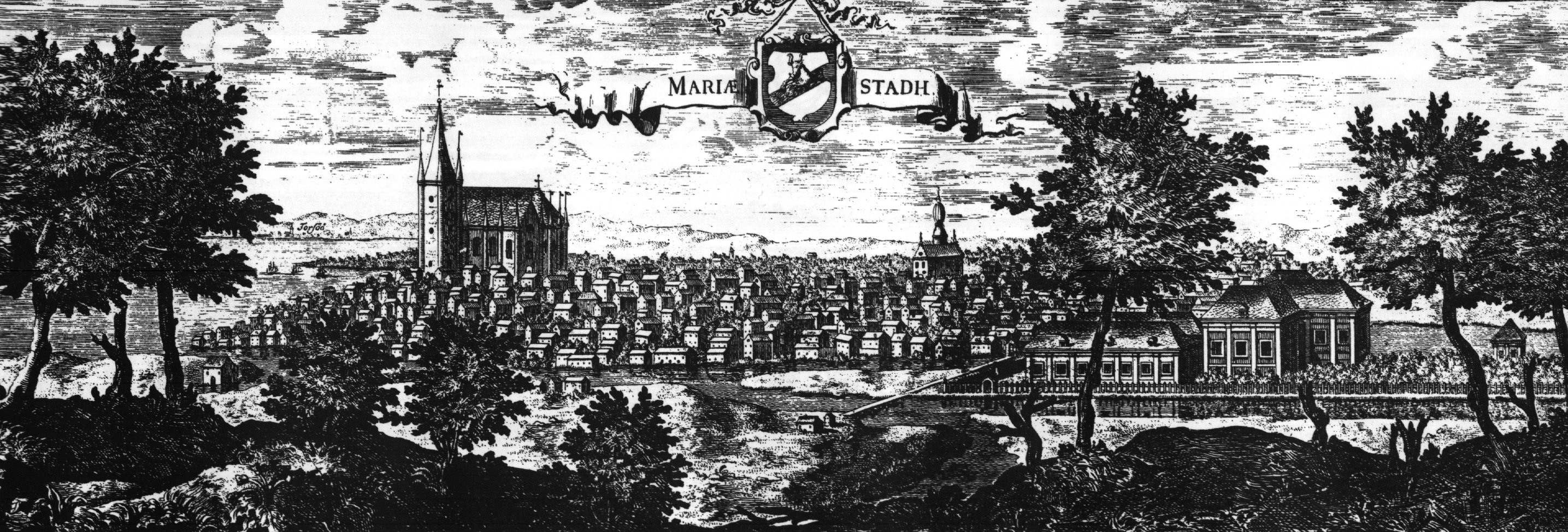
Mariestad i slutet av 1600-talet, avbildat i Suecia antiqua et hodierna.

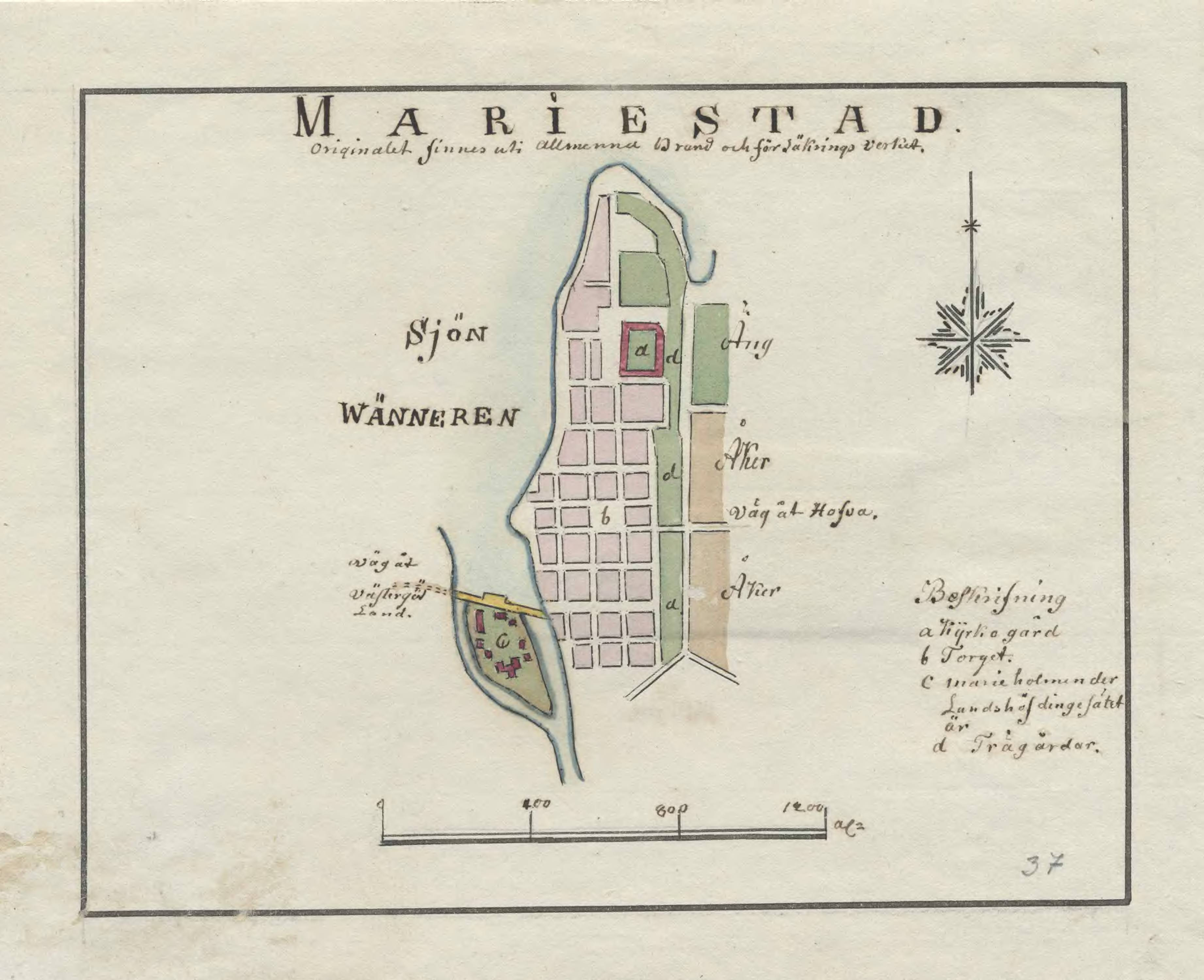
1790-tals karta över Mariestad

Mariestad grundades år 1583 av Gustav Vasas son, hertig Karl, senare kung Karl IX, som döpte staden efter sin hustru Maria av Pfalz. Syftet var att skapa en handels- och köpstad, strategiskt placerad i Vadsbo härad i norra Västergötland. Staden grundades vid sätesgården Tunaholm (sedermera Marieholm) och den närliggande åsen. Stadens och kommunens vapen föreställer en oxe som stiger upp ur ett vattendrag. Detta avser återge det tillfälle när Karl, enligt sägen, såg just detta vid Tidan i Mariestad.
Mariestad är tillsammans med Kalmar de två städer i Sverige som har en domkyrka, men saknar biskop. 1583 bildades av Värmland och Vadsbo och Valle härader i Västergötland en så kallad superintendentia under ledning av en präst med titeln superintendent. Denne fick sitt säte i Mariestad. Det nya stiftet blev officiellt 1605 och domkyrkan uppfördes åren 1593–1625. Kyrkan byggdes huvudsakligen efter ritningarna till Sankta Klara kyrka i Stockholm, uppförd av Karl IXs bror Johan III. År 1647 splittrades hertigdömet och Mariestad upphörde som superintendentia, Karlstads superintendentia bildades och Valle och Vadsbo återgick till Skara stift. 1772 blev superintendenten i Karlstad biskop.
Mariestad har länge varit en förvaltningsstad, med såväl länsstyrelsen i Skaraborgs län som Skaraborgs läns landstings centralförvaltning. Kungsgården Marieholm blev redan år 1660 säte för landshövdingen i Skaraborgs län. Mariestad var sedan residensstad i Skaraborgs län ända fram till 1997 då Skaraborgs län uppgick i det nybildade storlänet Västra Götalands län. I samband med bildandet av det nya länet och Västra Götalandsregionen, försvann mycket av statens och landstingets förvaltning från Mariestad. Befolkningsmässigt var Mariestad Sveriges minsta residensstad, vid Skaraborgs läns upphörande överfördes denna status till Härnösand.
Staden totalförstördes i en brand år 1693. Endast kyrkan och viss bebyggelse i stadens norra ände klarade sig. Staden återuppbyggdes efter en stadsplan med ett rutnätliknande gatusystem. Staden drabbades återigen av en storbrand 1895, denna gång med något lindrigare konsekvenser.
Industrin har varit viktig för Mariestads tillväxt ända sedan 1700-talet. Katrinefors bruk har framställt papper sedan 1765 och är än idag en betydande arbetsgivare i kommunen.  Vid bruket tillverkades under en tid Unicaboxen av Aktiebolaget Tidan. Den framställdes av unicafiber.
Staden har genom åren haft flera stora industrier, såväl inom tändstickstillverkning som bryggeri. Bryggeriet köptes av Spendrups 1967 men lades sedan ned. Mariestads bryggerianor lever dock ännu kvar genom öl som av Spendrups tillverkas under varumärket Mariestads bryggeri. Länge var Electrolux fabrik en mycket stor arbetsgivare i staden men fabriken har under en tid[när?] kraftigt minskat antalet anställda. Sommaren 2015 aviserade Electrolux att man skulle lägga ner fabriken och flytta produktionen till Ungern. Electrolux avsåg stänga fabriken våren 2017.

### Administrativa tillhörigheter
Mariestads stad bildades 1583 som en utbrytning ur Leksbergs socken och ombildades vid kommunreformen 1862 till en stadskommun. 1952 införlivades Leksbergs socken/landskommun där delar av bebyggelsen redan fanns. 1971 uppgick stadskommunen i Mariestads kommun med Mariestad som centralort.
I kyrkligt hänseende har Mariestad sedan 1584 hört till Mariestads församling med delar som hört till Leksbergs församling som 2006 uppgick i Mariestads församling.
Orten ingick till 1959 i domkretsen för Mariestads rådhusrätt för att därefter till 1971 ingå i Vadsbo domsagas tingslag. Från 1971 till 2009 ingick Mariestad i Mariestads domsaga och orten ingår sedan 2009 i Skaraborgs domsaga.

### Befolkningsutveckling
| Befolkningsutvecklingen i Mariestad 1960–2020 | Befolkningsutvecklingen i Mariestad 1960–2020 | Befolkningsutvecklingen i Mariestad 1960–2020 | Befolkningsutvecklingen i Mariestad 1960–2020 | Befolkningsutvecklingen i Mariestad 1960–2020 |
| --------------------------------------------- | --------------------------------------------- | --------------------------------------------- | --------------------------------------------- | --------------------------------------------- |
|                                               |                                               |                                               |                                               |                                               |
| År                                            |                                               |                                               | Folkmängd                                     | Areal (ha)                                    |
| 1960                                          | 1960                                          |                                               | 10 419                                        |                                               |
| 1965                                          | 1965                                          |                                               | 13 956                                        |                                               |
| 1970                                          | 1970                                          |                                               | 16 637                                        |                                               |
| 1975                                          | 1975                                          |                                               | 16 454                                        |                                               |
| 1980                                          | 1980                                          |                                               | 15 693                                        |                                               |
| 1990                                          | 1990                                          |                                               | 16 016                                        | 1 018                                         |
| 1995                                          | 1995                                          |                                               | 15 679                                        | 1 060                                         |
| 2000                                          | 2000                                          |                                               | 15 043                                        | 1 061                                         |
| 2005                                          | 2005                                          |                                               | 15 448                                        | 1 096                                         |
| 2010                                          | 2010                                          |                                               | 15 591                                        | 1 097                                         |
| 2015                                          | 2015                                          |                                               | 16 122                                        | 1 134                                         |
| 2020                                          | 2020                                          |                                               | 16 632                                        | 1 200                                         |
| Anm.: Sammanvuxen med Radbyn 1965.            |                                               |                                               |                                               |                                               |

## Stadsbild

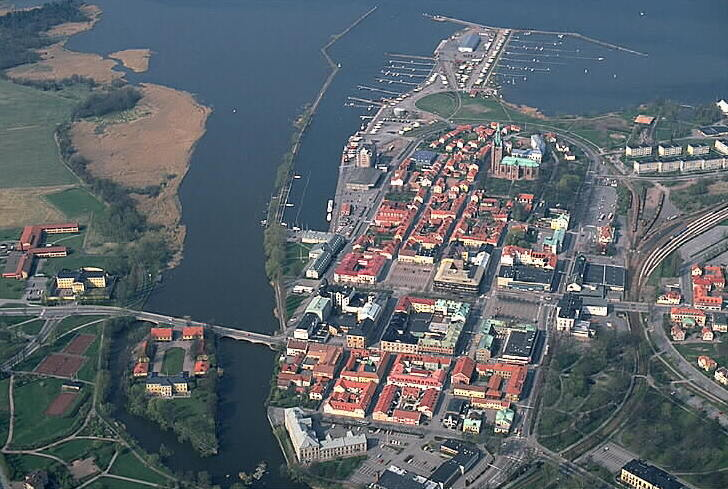
Flygfoto över Mariestad 1990.

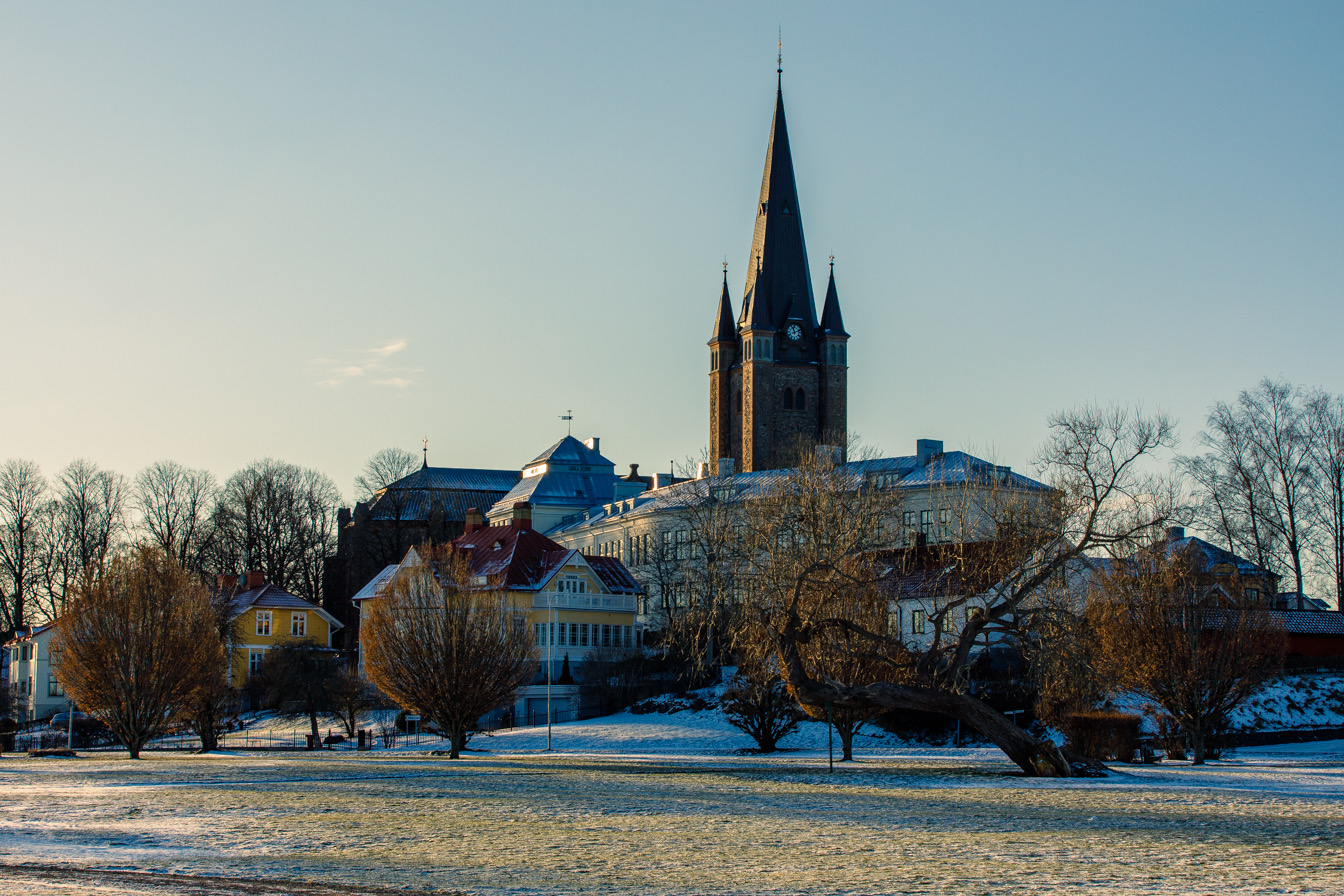
Domkyrkan från nordöst.

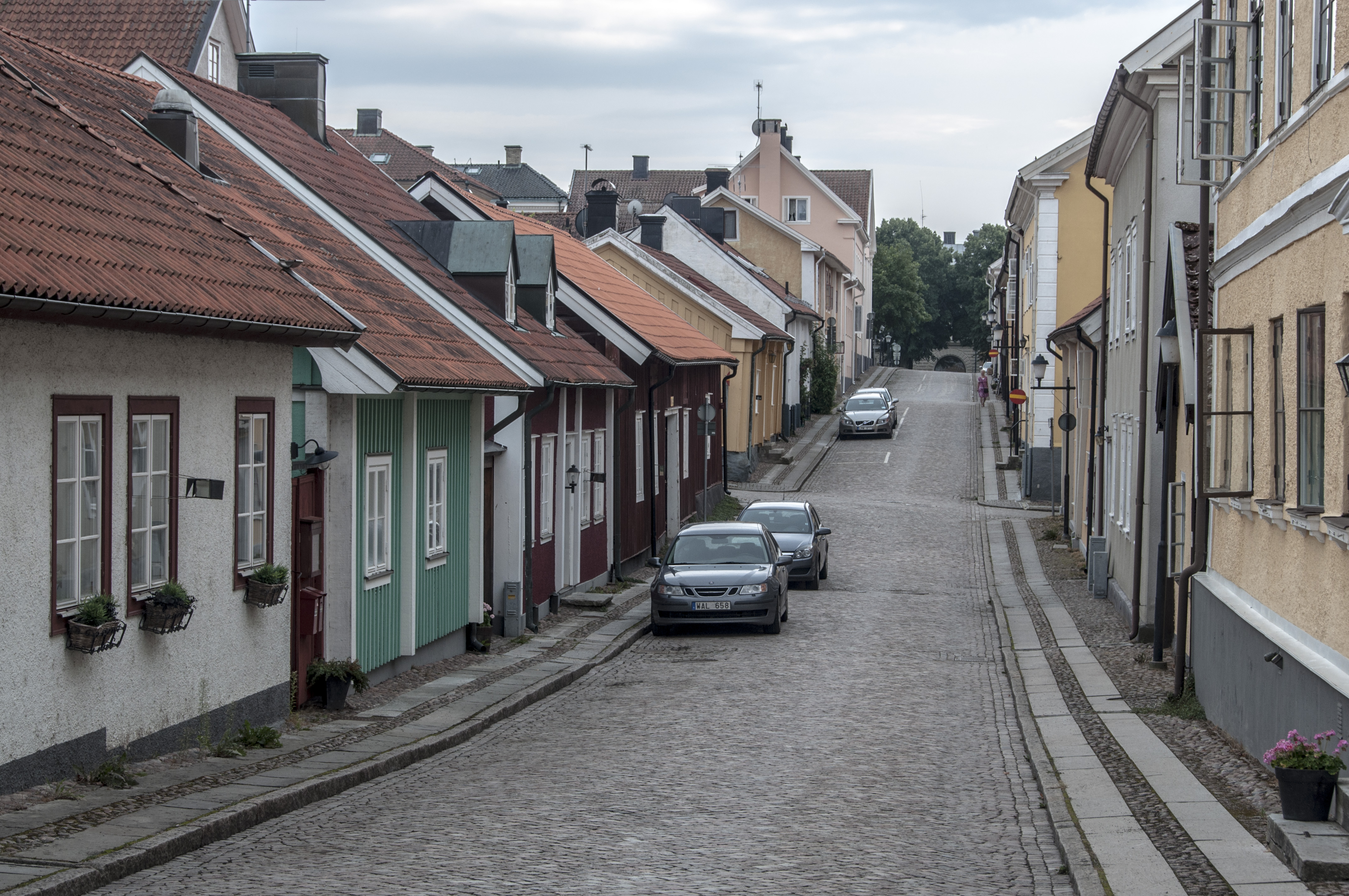
Västerlånggatan i Gamla stan.

Mariestad omges av Sveriges största insjöskärgård, de största öarna heter Torsö, Fågelö och Brommö.
Gamla stan består av träbebyggelse från 1700- och 1800-talen och är ett riksintresse som en av Sveriges bäst bevarade äldre stadskärnor. I Gamla stan ligger även den över 80 meter höga domkyrkan som dominerar hela stadsbilden.
Mariestads centrum är uppbyggt kring två torg, Gamla och Nya torget. Gamla torget används idag som parkeringsplats. Bebyggelsen runt Nya torget domineras av 60- och 70-talsbebyggelse där det tidigare låg stenhus från sekelsskiftet.
Mariestads stationshus med sin jugendarkitektur hör till stadens byggnadsminnen sedan mars 2005. Det gör byggnaden för såväl sitt samhällshistoriska som arkitektoniska värde . Huset ritades av Lars Kellman, som var från trakten, och uppfördes 1909.
Kommunen anordnade under 2004 en internationell arkitekttävling för utformning av Mariestads front mot Vänern. Tävlingen mynnade ut i en fördjupad översiktsplan som antogs av kommunfullmäktige. Projektet förändrar Mariestads hamnområde och ett flertal nya boenden har skapats.
Kommunen har på senare tid[när?] satsat på att erbjuda sjönära tomter. Smedjehagen är en ny[när?] stadsdel som främst består av villor, men även flerbostadshus vid Tidans mynning. Stadsdelen ansluts till gästhamnen och centrum via en cykelbro. Området Sjölyckan är det senaste[när?] området att exploateras.

## Kommunikationer

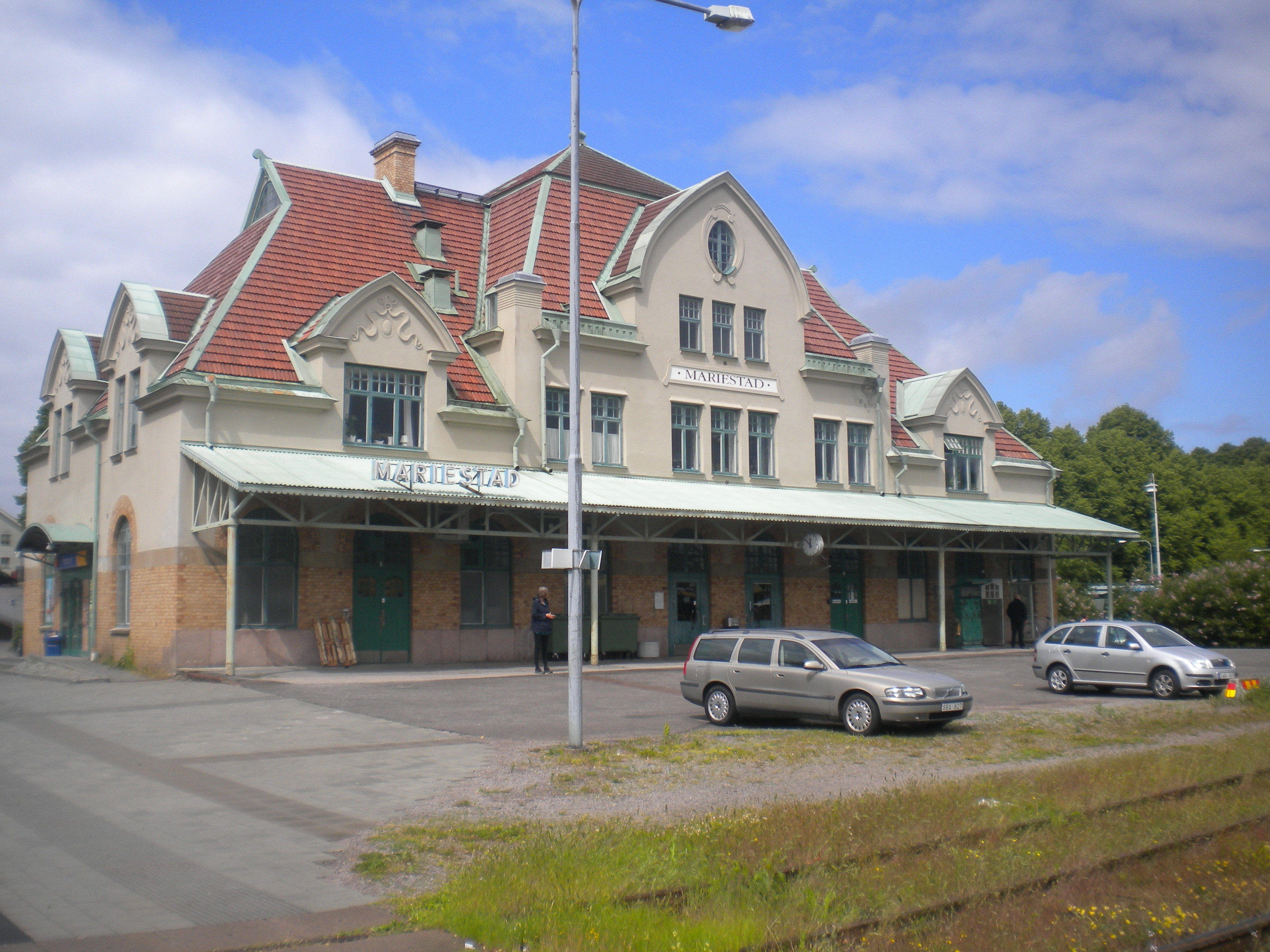
Stationshuset i Mariestad 2013.

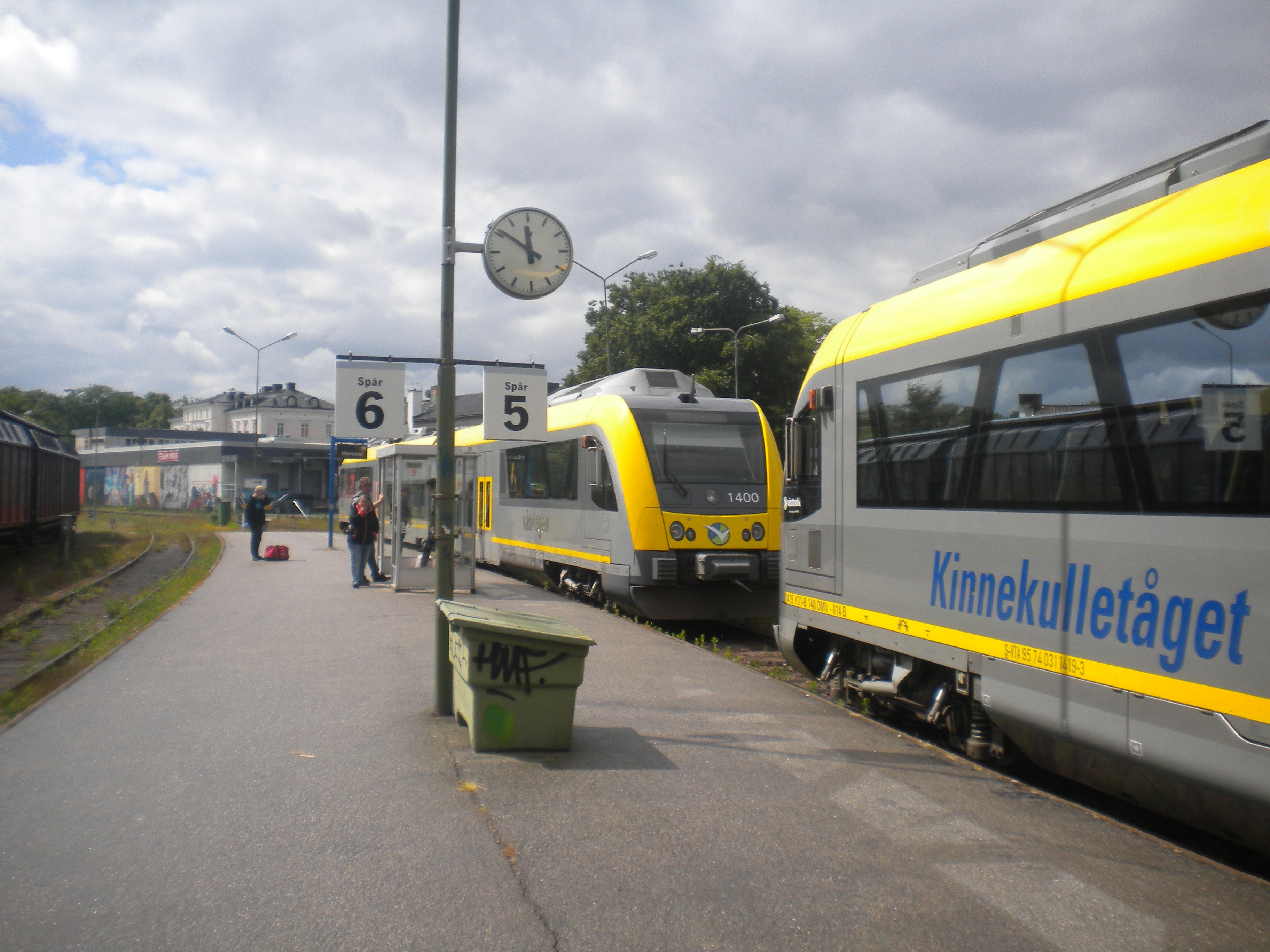
Motorvagnar littera Y31 från Västtrafik inväntar avgång i Mariestad 14 juni 2013.

Europaväg 20, E20, löper strax utanför Mariestad.
Mariestad ligger vid Kinnekullebanan och har med Kinnekulletåget direkttrafik till bland annat Lidköping, Örebro och Göteborg.  Tidigare var Mariestad även ändstation för den nedlagda, smalspåriga Mariestad–Moholms Järnväg. Järnvägsstationen invigdes i mars 1874.
Västtrafiks bussar trafikerar Mariestad.

## Näringsliv
De största arbetsgivarna i Mariestad är Metsä Tissue AB (Katrinefors bruk) och Mariestads kommun. Andra mindre arbetsgivare är DS Smith Packaging Sweden AB, Mann Teknik AB, RMIG Sweden AB och Länsstyrelsen i Västra Götaland.
Turismen är en viktig del av näringslivet, särskilt sommartid. Många seglare på Vänern söker sig till staden, som har goda hamnmöjligheter och är omgiven av en skärgård.

### Bankväsende
Mariestads sparbank grundades 1822 och var en fristående sparbank fram till 1971 när den uppgick i Sparbanken Norra Skaraborg, sedermera en del av Swedbank.
Skaraborgs läns filialbank grundades 1853 med huvudkontor i Mariestad. Örebro enskilda bank hade ett avdelningskontor i Mariestad från dess grundande 1837, men detta drogs in på 1860-talet. Istället hade Skaraborgs läns enskilda bank avdelningskontor i Mariestad från 1860-talet. Filialbanken upphörde 1873 och dess rörelse övertogs av Skaraborgs enskilda bank. Den 1 april 1897 öppnade Riksbanken ett kontor i Mariestad. Sydsvenska kreditaktiebolaget hade ett avdelningskontor från tidigt 1900-tal. Även Göteborgs handelsbank etablerade så småningom ett kontor i Mariestad och tog år 1925 över Sydsvenska kredits kontor. Göteborgs handelsbanks kontor togs över av Sveriges Kreditbank, senare PKbanken/Nordea. Under 1900-talet hade även Skandinaviska banken/SEB kontor i Mariestad.
SEB har inte längre kontor i Mariestad, men Nordea, Handelsbanken och Swedbank har fortfarande kontor i staden.

## Utbildning
I Mariestad finns tre högstadieskolor: de kommunala skolorna Tunaholmsskolan och Högelidsskolan samt friskolan Ekhamraskolan.
Det finns två gymnasieskolor, Vadsbogymnasiet och Vänergymnasiet. Vadsbogymnasiet är en kommunal gymnasieskola med cirka 1 000 elever. Verksamheten flyttades dit från intilliggande Tunaholmsskolan under sportlovet 1972, då Tunaholmsskolan blev högstadieskola.
I Mariestad finns även utbildningar under plattformen Dacapo. Sedan 2004 är hantverksutbildningarna en del av Göteborgs universitets institution för kulturvård. Vidare finns det en filial av Vara folkhögskola.

## Kultur

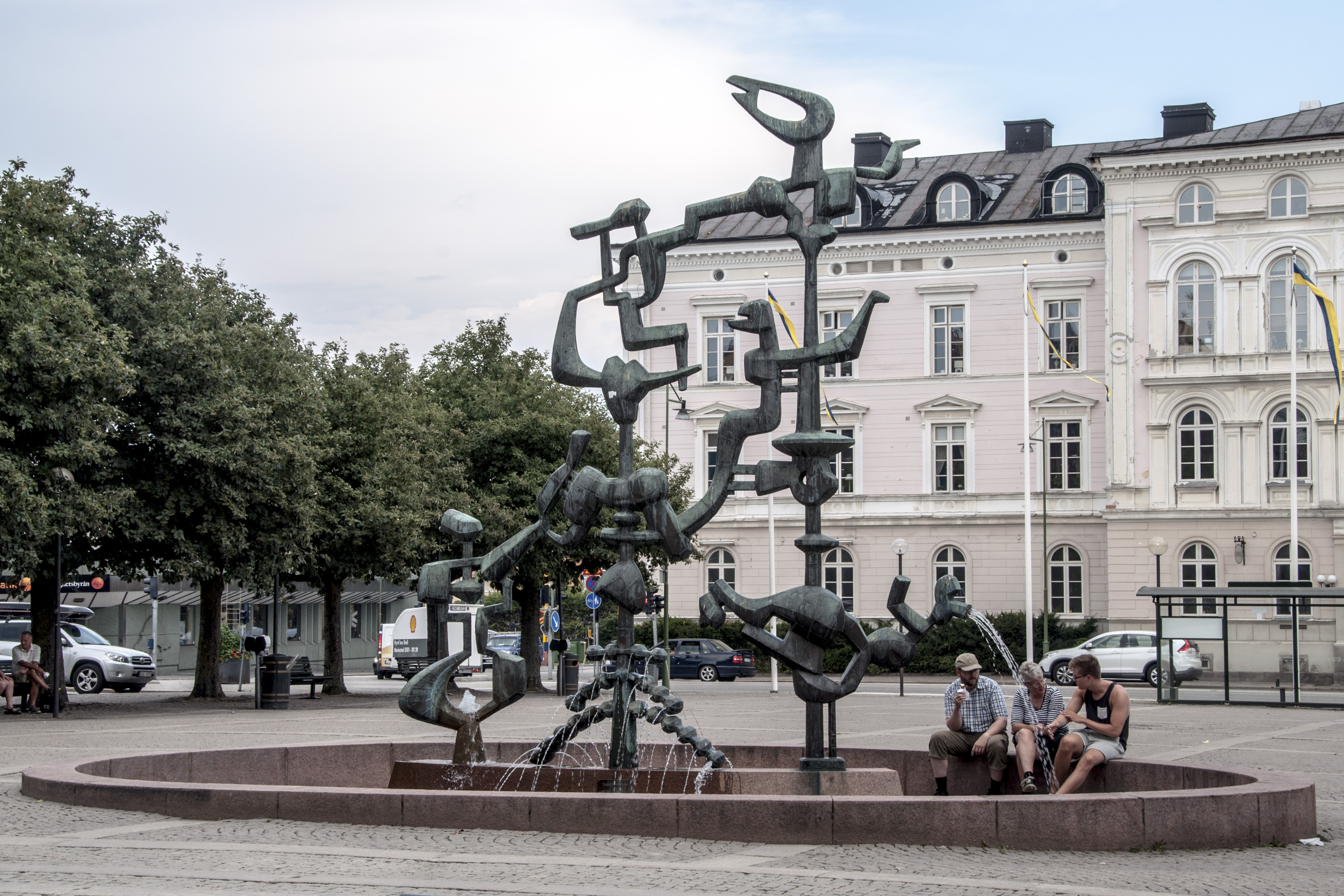
Vänerskutan på torget. I bakgrunden skymtar Mariestads stadshotell.

I Mariestad finns en av Sveriges äldsta och bäst bevarade landsortsteatrar, Mariestads teater. Teatern invigdes i januari 1843 och var helt färdigbyggd först 1848. Teatern är byggnadsminnesförklarad sedan 1993. I Mariestad finns även några museer. Dessa är Vadsbo Museum, Mariestads Industrimuseum, Leksbergs Skolmuseum samt Mariestads Musikarkiv Cantus Durus. Vadsbo Museum grundades den 14 september 1918 av Vadsbo Hembygds- och Fornminnesförening. Ansvaret för verksamheten övertogs den 1 juli 1983 av Mariestads kommun.

### Musiklivet
I Mariestad har musiken stor betydelse. Centralt för detta är den kommunala musikskolan. I ungdomshuset Elvärket finns det en scen där lokala band uppträder. Klubb Kaliber, som bildades 2002, var en betydelsefull aktör för musiklivet i Mariestad. De arrangerade konserter på restauranger, folkparken och på Mariestads Teater. Mariestad har sedan 1970 haft en egen marschorkester, Mariestads Blåsorkester samt sedan 1975 Mariestads Drillflickor som tillsammans med blåsorkestern bildar Mariestads Blåsorkester och Drill. Bland de artister som kommer från Mariestad finns Henrik Sethsson, Bonni Ponten, Harlequin och Sound Express.

### Folkpark

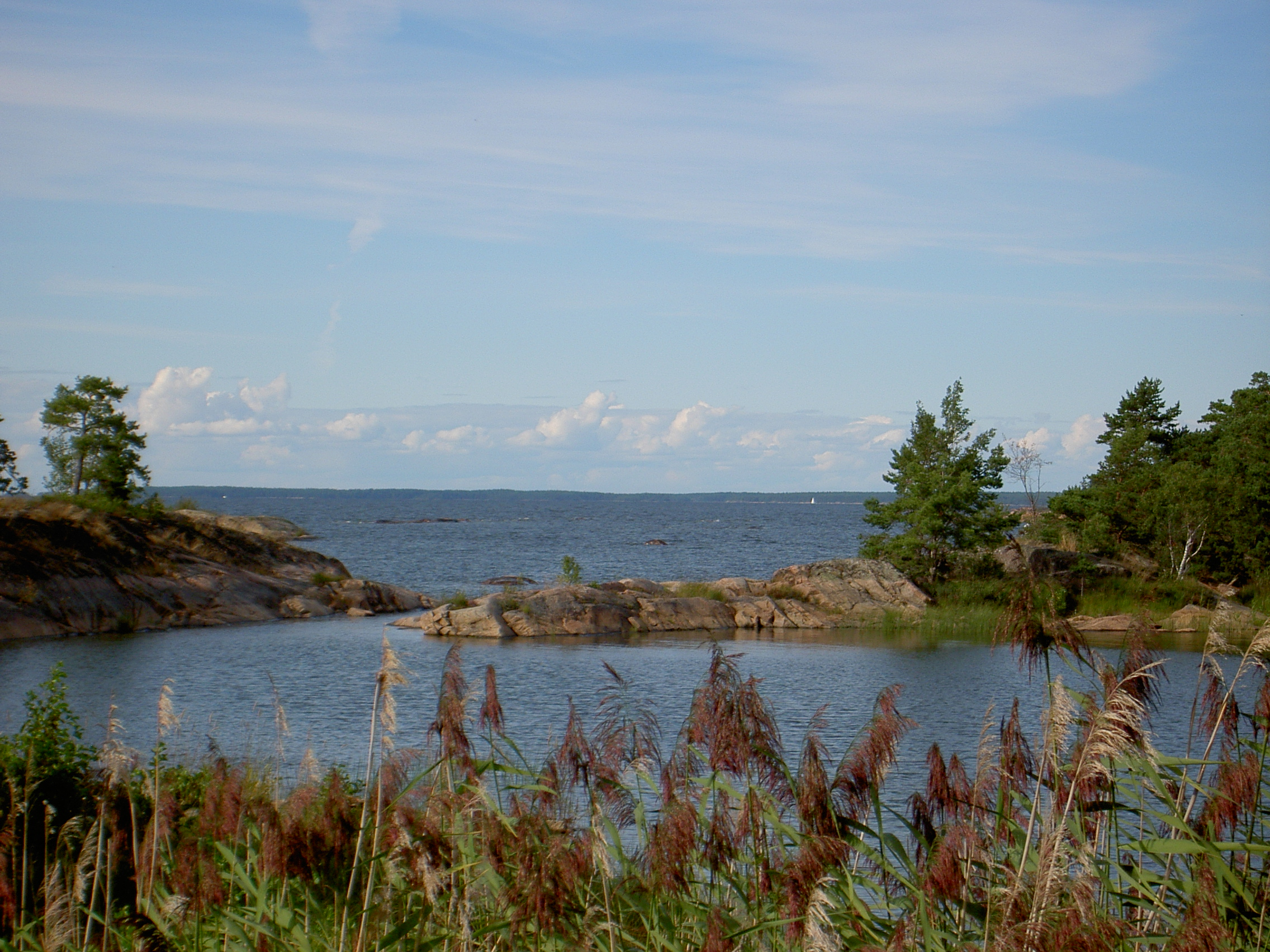
Mariestads skärgård.

Stadens folkpark ligger på Karlsholme som är ett konstgjort näs i Vänern i norra delen av Mariestad.

## Sport
Speedwaylaget Örnarna har tidigare kört i Elitserien under många år och vunnit flera svenska mästerskap. Örnarnas hemmabana, Grevby (numer kallad Canvac Arena), ligger strax norr om Hasslerör, i norra delen av kommunen. Mariestads segelklubb (MSK) har haft stora framgångar inom kappsegling, med flera svenska mästerskapstitlar i olika klasser. Mariestads Enduroklubb (bildad 1991) anordnar tävlingen Oxjakten Enduro som går av stapeln sista helgen i augusti varje år och är en av Sveriges fem största endurotävlingar, med cirka 450–500 deltagare.
Mariestad dominerade svensk innebandy i slutet av 1980-talet och början av 1990-talet. IBK Lockerud (Mariestad) blev de första officiella svenska mästarna för herrar 1990. Även IBK Lockeruds damer har varit framgångsrika. 2009 klev damlaget upp i Elitserien. Mariestad BOIS, Mariestads ishockeylag, spelade i Allsvenskan 2008 men slutade sist och spelar nu[när?] åter i Division 1.

### Lista över några andra av Mariestads idrottsklubbar
- Elless IF, bandy
- IBK Lockerud Mariestad, innebandy
- IFK Mariestad, fotboll
- Mariestads BK, fotboll
- Mariestads BoIS: ishockey
- Mariestads FK: orientering, skidåkning
- Mariestads RK : Mariestads Ridklubb
- Örnarna: Mariestads speedwaylag